# Homalometa nossa
Homalometa nossa là một loài nhện trong họ Tetragnathidae.
Loài này thuộc chi Homalometa. Homalometa nossa được Herbert W. Levi miêu tả năm 1986.